# Daniel Wright
Daniel Paul Wright (né le 3 avril 1991 à Bartlett, Tennessee, États-Unis) est un lanceur droitier des Angels de Los Angeles de la Ligue majeure de baseball.

## Carrière
Joueur des Red Wolves de l'université d'État de l'Arkansas, Daniel Wright est choisi par les Reds de Cincinnati au 10e tour de sélection du repêchage de 2013. 
Il fait ses débuts dans le baseball majeur avec Cincinnati le 24 mai 2016. Il dispute deux matchs comme lanceur partant et ajoute deux présences comme lanceur de relève pour cette équipe, accordant 16 points, dont 11 mérités en 13 manches lancées.   Le 4 septembre 2016, il est réclamé au ballottage par les Angels de Los Angeles. Wright effectue 5 départs pour sa nouvelle équipe et termine la saison 2016 avec une victoire, cinq défaites, et une moyenne de points mérités de 6,13 en 39 manches et deux tiers lancées. Il amorce la saison 2017 avec les Angels.